# Pandemia de COVID-19 en Lambayeque
La pandemia de COVID-19 en Lambayeque, originada por el virus SARS-CoV-2, tuvo su primer caso documentado el 15 de marzo de 2020. El brote se extendió a todo el departamento hacia el 2 de junio, cuando el distrito de Nueva Arica fue el último en declarar tener presencia de infectados.
Hasta el 20 de julio de 2023, se registraron 130 256 casos y un saldo total de 9514 personas fallecidas.

## Cronología

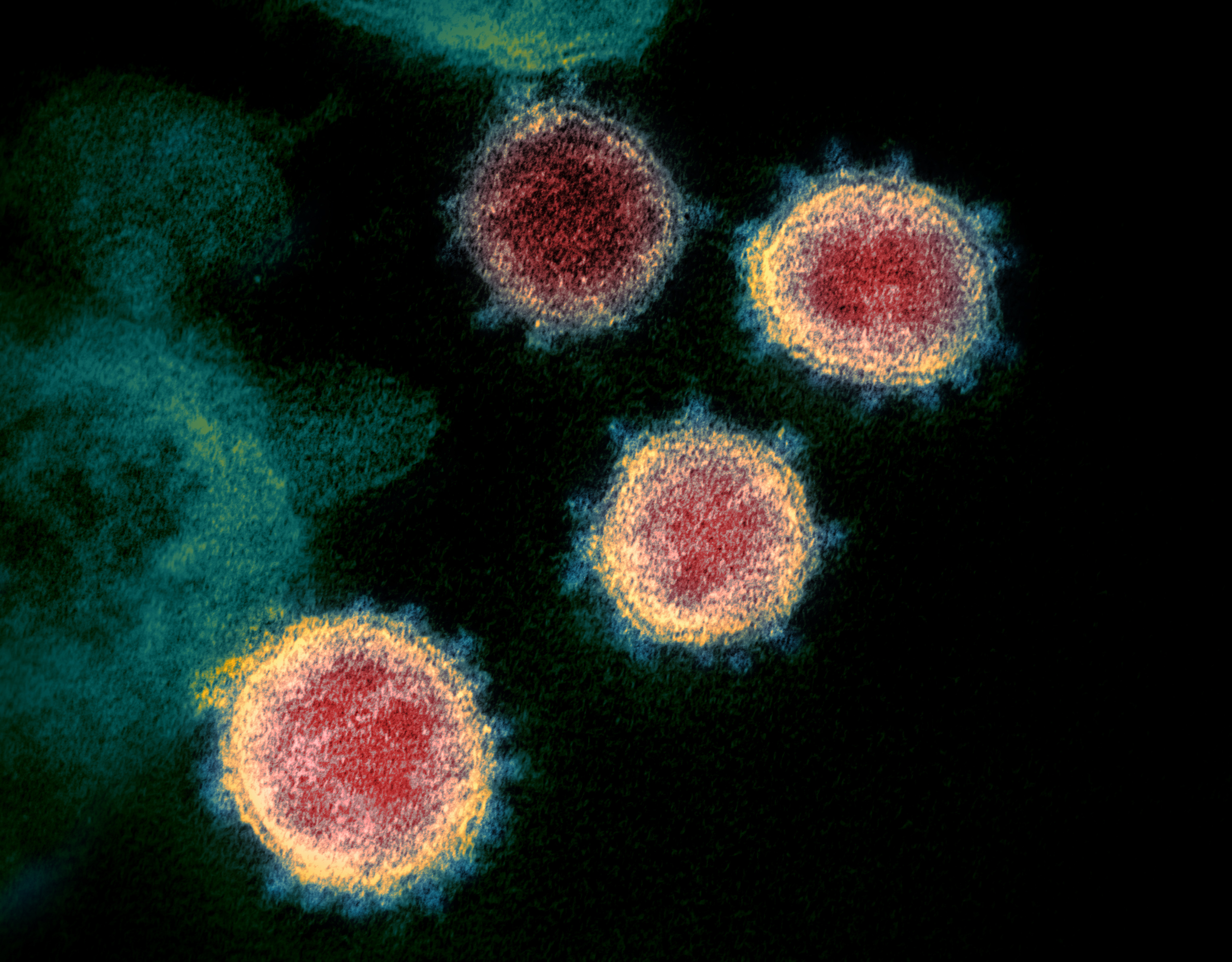
Imagen del SARS-CoV-2 captada a través de un microscopio electrónico de transmisión del Instituto Nacional de Alergias y Enfermedades Infecciosas.

### Brote inicial, crecimiento exponencial y primera ola

#### Casos sospechosos
Las primeras sospechas de contagio en el departamento se reportaron el 27 de febrero, cuando la Gerencia Regional de Salud (Geresa) Lambayeque anunció la identificación de un paciente (un menor de 5 años que regresó al país desde Corea del Sur) con síntomas sospechosos de COVID-19 en el Hospital Regional de Lambayeque. Más tarde, el 28 de febrero, la prueba del paciente resultó negativa según las declaraciones del Ministerio de Salud.
Otros dos casos sospechosos fueron registrados el 5 de marzo, cuando un varón de 32 años viajó por un periodo vacacional a México, y a su regreso hizo escala en el El Salvador. Desde allí voló a Lima, para posteriormente dirigirse a Chiclayo, en donde presentó sintomatología de infección respiratoria. Una mujer de 44 años mantuvo contacto cercano con el varón, por lo que también fue monitoreada por precaución. Poco tiempo después fueron atendidos en el Hospital Luis Heysen de EsSalud, en donde se procedió a tomarles muestras para coronavirus. Dos días después, las pruebas de los dos pacientes, enviadas a Lima, resultaron negativas según informaron las autoridades del Instituto Nacional de Salud (INS).

#### Primeros casos

La sede de Supermercados Tottus localizada en Chiclayo, reportó el segundo trabajador de la empresa fallecido a causa de la COVID-19.

El 15 de marzo, en horas de la tarde, a través de su cuenta de Twitter, el Minsa confirma el primer caso de coronavirus en el departamento de Lambayeque, pero no se da más detalles al respecto. Ya en el atardecer, el Gerente Regional de Salud de Lambayeque, Jorge Ordemar Vásquez compartió mayor información sobre el caso confirmado. Se trataba de una mujer de 24 años que regresó de un viaje a España e Italia, quien arribó a Lima y desde allí se dirigió a Chiclayo. Ella presentó sintomatología relacionada con la enfermedad y fue inmediatamente aislada.

#### Colapso hospitalario
Durante la primera semana de abril, empiezan a surgir problemas relacionados con la capacidad hospitalaria en el departamento. De forma rápida y agresiva los decesos por COVID-19 se duplicó en cuestión de un día en la región. Juan Ordemár Vásquez reportó que en su totalidad, los ventiladores mecánicos se encontraban ocupados, mientras el funcionario expresó que «Si la población lambayecana no cumple con el aislamiento social obligatorio no vamos a poder dar abasto a la población que viene complicada con la enfermedad. Estamos a punto de colapsa».

### 2023: Transición al manejo endémico
En septiembre, el coordinador regional de inmunizaciones de la Geresa, José Antonio Enríquez Salazar notificó que desde el comienzo del año se habían procesado un total de 21 141 pruebas de diagnóstico para COVID-19, detectándose la enfermedad en 964 personas y falleciendo otras 25.
Al cierre del año, la región norteña registró un total de 54 muertos por COVID-19.

### 2024: La COVID-19 como endemia
José Enríquez informó que durante la primera semana epidemiológica del año, 803 personas fueron sometidas a test de COVID-19, encontrando a 143 positivos a la afección.

## Respuesta médica

### Estudio de seroprevalencia
| Estudio de seroprevalencia (en el departamento de Lambayeque) | Estudio de seroprevalencia (en el departamento de Lambayeque) | Estudio de seroprevalencia (en el departamento de Lambayeque) | Estudio de seroprevalencia (en el departamento de Lambayeque) |
| ------------------------------------------------------------- | ------------------------------------------------------------- | ------------------------------------------------------------- | ------------------------------------------------------------- |

## Respuesta del gobierno

### Toque de queda

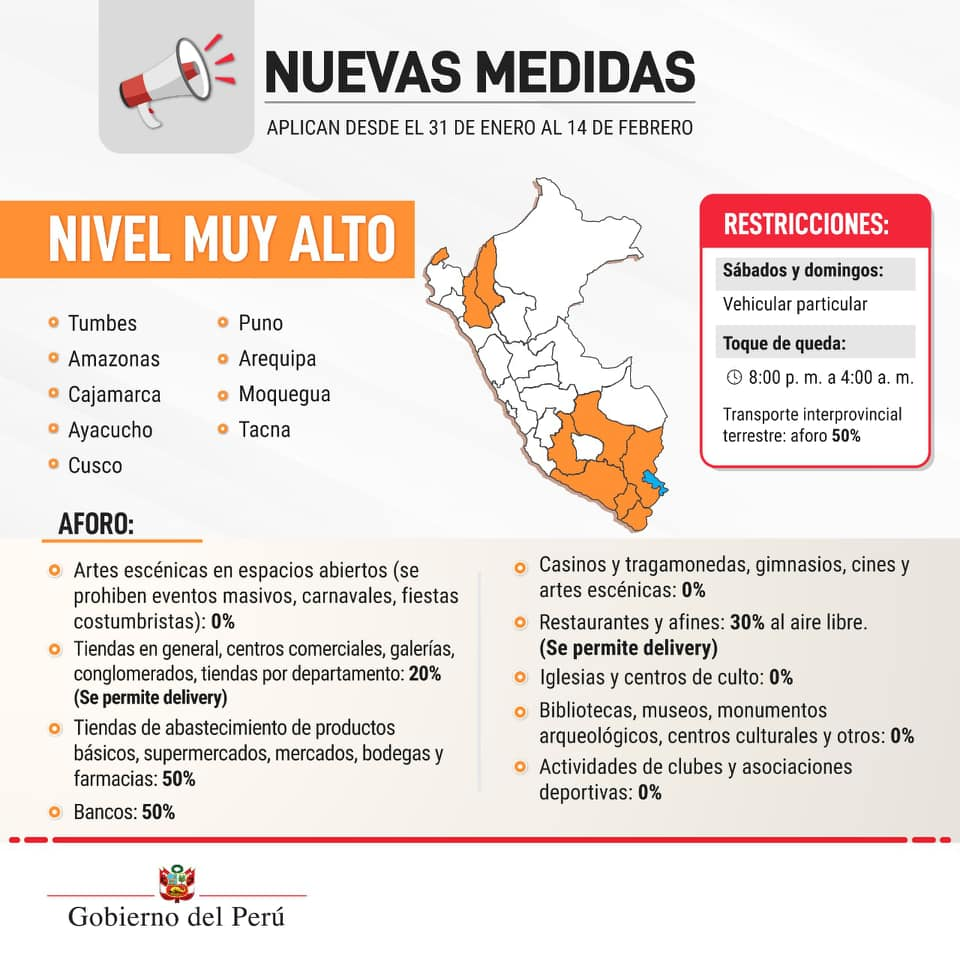
Nuevas medidas aplicadas por departamento del país, según el Gobierno del Perú.

El 26 de enero de 2021, debido al resurgimiento de una segunda ola y una mayor incidencia en la violación de la cuarentena, el gobierno vuelve a establecer una serie de medidas para contener el avance del COVID-19 en el país. Según las nuevas medidas adoptadas, los departamentos del país serían clasificados por niveles de riesgo según la cantidad de contagios que se registren. El departamento de Lambayeque fue considerado en nivel alto, y las medidas tendrían vigencia a partir del 31 de enero hasta el 14 de febrero.
El 11 de febrero, el gobierno anunció una ampliación de la cuarentena, basándose en una reforma del sistema en el que ha decidido implementar medidas a nivel provincial. En el departamento de Lambayeque, se eleva al nivel muy alto, siendo todas las provincias de este departamento afectadas bajo este nivel de riesgo. Esta ampliación implica que la fecha límite de aplicación ya no sea el 14 de febrero, sino, el 28 de febrero. Las medidas incluían;
- Inmovilización social obligatoria desde el 15 de febrero.
- Los centros de abastecimiento solo podrán operar hasta las 18:00 UTC-5.
- Prohibición de consumo en restaurantes (permisión de servicio a delivery).
- Suspensión de celebraciones, tales como: festivales, fiestas patronales, actividades civiles o reuniones de toda índole.
- El tránsito de vehículos particulares sigue siendo limitado, con excepción de motivos laborales sacanado un pase de tránsito.

| 4 |                           |                       |                           | 008 |
| 5 |                           |                       |                           | 008 |
| 6 |                           |                       |                           | 008 |
| 7 |                           |                       |                           | 023 |
| 8 |                           |                       |                           | 023 |
| 9 |                           |                       |                           | 036 |
| 10 |                           |                       |                           | 036 |
| 11 |                           |                       |                           | 046 |
| 12 |                           |                       |                           | 046 |
| 13 |                           |                       |                           | 058 |
| 14 |                           |                       |                           | 058 |
| 15 |                           |                       |                           | 058 |
| 16 |                           |                       |                           | 076 |
| 17 |                           |                       |                           | 076 |
| 18 |                           |                       |                           | 076 |
| 19 |                           |                       |                           | 092 |
| 20 |                           |                       |                           | 092 |
| 21 |                           |                       |                           | 092 |
| 22 |                           |                       |                           | 105 |
| 23 |                           |                       |                           | 105 |
| 24 |                           |                       |                           | 105 |
| 25 |                           |                       |                           | 123 |
| 26 |                           |                       |                           | 123 |
| 27 |                           |                       |                           | 123 |
| 28 |                           |                       |                           | 131 |
| 29 |                           |                       |                           | 131 |
| 30 |                           |                       |                           | 144 |
| 31 |                           |                       |                           | 144 |
| 32 |                           |                       |                           | 144 |
| 33 |                           |                       |                           | 144 |
| 34 |                           |                       |                           | 149 |
| 35 |                           |                       |                           | 149 |
| 36 |                           |                       |                           | 151 |
| 37 |                           |                       |                           | 151 |
| 38 |                           |                       |                           | 152 |
| 39 |                           |                       |                           | 152 |
| 40 |                           |                       |                           | 159 |
| 41 |                           |                       |                           | 159 |
| 42 |                           |                       |                           | 163 |
| 43 |                           |                       |                           | 163 |
| 44 |                           |                       |                           | 167 |
| 45 |                           |                       |                           | 167 |
| 46 |                           |                       |                           | 168 |
| 47 |                           |                       |                           | 168 |
| 48 |                           |                       |                           | 174 |
| 49 |                           |                       |                           | 174 |
| 50 |                           |                       |                           | 179 |
| 51 |                           |                       |                           | 179 |
| 52 |                           |                       |                           | 179 |
| 2022 |                           |                       |                           |     |
| 1 |                           |                       |                           | 186 |
| 2 |                           |                       |                           | 002 |
| 3 |                           |                       |                           | 005 |
| 4 |                           |                       |                           | 005 |
| 5 |                           |                       |                           | 010 |
| 6 |                           |                       |                           | 010 |
| 7 |                           |                       |                           | 015 |
| 8 |                           |                       |                           | 015 |
| \| Gobierno de Francisco Sagasti: Nivel de alerta: Extremo Gobierno de Pedro Castillo: Nivel de alerta: Extremo \| Nivel de alerta: Muy alto \| Nivel de alerta: Alto \| Nivel de alerta: Moderado \| |                           |                       |                           |     |
| Gobierno de Francisco Sagasti: Nivel de alerta: Extremo Gobierno de Pedro Castillo: Nivel de alerta: Extremo                                                                                          | Nivel de alerta: Muy alto | Nivel de alerta: Alto | Nivel de alerta: Moderado |     |

| Gobierno de Francisco Sagasti: Nivel de alerta: Extremo Gobierno de Pedro Castillo: Nivel de alerta: Extremo | Nivel de alerta: Muy alto | Nivel de alerta: Alto | Nivel de alerta: Moderado |

## Impacto

### Educación
2020: Cierre nacional
| Escolares sin acceso a la educación remota (según prov. de Lambayeque hasta el 22 may. 2020) | Escolares sin acceso a la educación remota (según prov. de Lambayeque hasta el 22 may. 2020) |
| Provincia                                                                                    | Estudiantes                                                                                  |
| -------------------------------------------------------------------------------------------- | -------------------------------------------------------------------------------------------- |
| Lambayeque                                                                                   | 16 709                                                                                       |
| Ferreñafe                                                                                    | 10 787                                                                                       |
| Chiclayo                                                                                     | 10 000                                                                                       |
| Total                                                                                        | 37 496                                                                                       |

«Aprendo en casa» fue la estrategia educativa a distancia que se empleó en los centros educativos estatales.

La pérdida de clases ocasionada por la postergación obligó al ministerio a plantear la educación a distancia creando el programa «Aprendo en casa» para la recuperación de clases Dada las dificultades derivadas de la falta de cobertura de medios de comunicación y el dominio del quechua, en zonas rurales como los distritos de Incahuasi y Cañaris, el acceso a la educación a distancia sigue siendo un impedimento para el aprendizaje de alrededor de 3 mil menores en la zona altoandina del departamento. Daniel Suárez Becerra, Gerente Regional de Educación de Lambayeque, informó a La República que a finales de 2020, 22 mil 064 estudiantes no tenían acceso a la educación remota en el departamento.
2021: Reapertura progresiva
2022: Retorno absoluto

### Penitenciario
| Prisioneros positivos a COVID-19 (en el departamento de Lambayeque) | Prisioneros positivos a COVID-19 (en el departamento de Lambayeque) | Prisioneros positivos a COVID-19 (en el departamento de Lambayeque) | Prisioneros positivos a COVID-19 (en el departamento de Lambayeque) | Prisioneros positivos a COVID-19 (en el departamento de Lambayeque) | Prisioneros positivos a COVID-19 (en el departamento de Lambayeque) | Prisioneros positivos a COVID-19 (en el departamento de Lambayeque) | Prisioneros positivos a COVID-19 (en el departamento de Lambayeque) | Prisioneros positivos a COVID-19 (en el departamento de Lambayeque) |
| Penal                                                               | Población penitenciaria                                             | Confirmados                                                         | Recuperados                                                         | Casos severos                                                       | Casos severos                                                       | Casos severos                                                       | Fallecidos                                                          | Referencia                                                          |
| Penal                                                               | Población penitenciaria                                             | Confirmados                                                         | Recuperados                                                         | Hospitalizados                                                      | UCI                                                                 | Total                                                               | Fallecidos                                                          | Referencia                                                          |
| ------------------------------------------------------------------- | ------------------------------------------------------------------- | ------------------------------------------------------------------- | ------------------------------------------------------------------- | ------------------------------------------------------------------- | ------------------------------------------------------------------- | ------------------------------------------------------------------- | ------------------------------------------------------------------- | ------------------------------------------------------------------- |
| Penal de Chiclayo                                                   | 4155 ~ 4391                                                         | 1272                                                                | 102                                                                 | 3                                                                   | 1                                                                   | 4                                                                   | 12                                                                  | [ 36 ] [ 37 ] [ 38 ] [ 39 ] [ 40 ]                                  |
| Total                                                               | 4155 ~ 4391                                                         | 1272                                                                | 102                                                                 | 3                                                                   | 1                                                                   | 4                                                                   | 12                                                                  |                                                                     |

### Religión
Tras la restricciones de libre circulación que implementó el gobierno del Perú en diversos departamentos del país (incluido Lambayeque) para contener la propagación del COVID-19 en el territorio, muchas actividades de carácter religioso tuvieron que ser canceladas por completo o trasladas a otras fechas. Desde entonces, muchas iglesias y parroquias han decidido oficiar misas o realizar celebraciones religiosas de manera virtual para evitar la congregación de personas o las multitudes que acudían a estas festividades.
El 5 de julio de 2020, las autoridades locales de Motupe, informaron mediante un comunicado que la festividad de la Santísima Cruz de Motupe (festividad local de carácter de peregrinación religiosa) sería llevada a cabo de forma virtual y no presencialmente, como era usual cada año. En reemplazo, anunciaron que se celebraría de manera virtual, para evitar la aglomeración de los peregrinos.

### Laboral

#### Desempleo
En una entrevista de RPP a Carlos Burgos Montenegro, Presidente de la Cámara de Comercio y Producción de Lambayeque, aseguró que cerca de 90 mil personas habrían perdido su empleo como consecuencia de la emergencia sanitaria por la pandemia de COVID-19 en el departamento. Burgos señaló que tras esta situación, muchos desempleados tuvieron que reinventarse dando inicio a nuevos negocios en distintos rubros.

## Estadísticas
| Reporte semanal de casos acumulados de COVID-19 en el departamento de Lambayeque según la Geresa | Reporte semanal de casos acumulados de COVID-19 en el departamento de Lambayeque según la Geresa | Reporte semanal de casos acumulados de COVID-19 en el departamento de Lambayeque según la Geresa | Reporte semanal de casos acumulados de COVID-19 en el departamento de Lambayeque según la Geresa | Reporte semanal de casos acumulados de COVID-19 en el departamento de Lambayeque según la Geresa |
| 2020                                                                                             | 2020                                                                                             | 2020                                                                                             | 2020                                                                                             | 2020                                                                                             |
| Semana                                                                                           | Fecha                                                                                            | Confirmados                                                                                      | Fallecidos                                                                                       | Ref.                                                                                             |
| ------------------------------------------------------------------------------------------------ | ------------------------------------------------------------------------------------------------ | ------------------------------------------------------------------------------------------------ | ------------------------------------------------------------------------------------------------ | ------------------------------------------------------------------------------------------------ |
| 14                                                                                               | 1 abr. 2020                                                                                      | 34                                                                                               | 4                                                                                                | [ 43 ]                                                                                           |
| 14                                                                                               | 2 abr. 2020                                                                                      | 35                                                                                               | 4                                                                                                | [ 44 ]                                                                                           |
| 14                                                                                               | 3 abr. 2020                                                                                      | 40                                                                                               | 4                                                                                                | [ 45 ]                                                                                           |
| 15                                                                                               | 8 abr. 2020                                                                                      | 188                                                                                              | 27                                                                                               | [ 46 ]                                                                                           |
| 15                                                                                               | 10 abr. 2020                                                                                     | 240                                                                                              | 31                                                                                               | [ 47 ]                                                                                           |
| 16                                                                                               | No se emitió la Sala Situacional COVID-19                                                        | No se emitió la Sala Situacional COVID-19                                                        | No se emitió la Sala Situacional COVID-19                                                        | No se emitió la Sala Situacional COVID-19                                                        |
| 17                                                                                               | No se emitió la Sala Situacional COVID-19                                                        | No se emitió la Sala Situacional COVID-19                                                        | No se emitió la Sala Situacional COVID-19                                                        | No se emitió la Sala Situacional COVID-19                                                        |
| 18                                                                                               | No se emitió la Sala Situacional COVID-19                                                        | No se emitió la Sala Situacional COVID-19                                                        | No se emitió la Sala Situacional COVID-19                                                        | No se emitió la Sala Situacional COVID-19                                                        |
| 19                                                                                               | No se emitió la Sala Situacional COVID-19                                                        | No se emitió la Sala Situacional COVID-19                                                        | No se emitió la Sala Situacional COVID-19                                                        | No se emitió la Sala Situacional COVID-19                                                        |
| 20                                                                                               | No se emitió la Sala Situacional COVID-19                                                        | No se emitió la Sala Situacional COVID-19                                                        | No se emitió la Sala Situacional COVID-19                                                        | No se emitió la Sala Situacional COVID-19                                                        |
| 21                                                                                               | No se emitió la Sala Situacional COVID-19                                                        | No se emitió la Sala Situacional COVID-19                                                        | No se emitió la Sala Situacional COVID-19                                                        | No se emitió la Sala Situacional COVID-19                                                        |
| 22                                                                                               | 25 may. 2020                                                                                     | 6217                                                                                             | 560                                                                                              | [ 48 ]                                                                                           |
| 22                                                                                               | 28 may. 2020                                                                                     | 7020                                                                                             | 598                                                                                              | [ 49 ]                                                                                           |
| 22                                                                                               | 30 may. 2020                                                                                     | 8320                                                                                             | 615                                                                                              | [ 50 ]                                                                                           |
| 22                                                                                               | 31 may. 2020                                                                                     | 8482                                                                                             | 615                                                                                              | [ 51 ]                                                                                           |
| 23                                                                                               | 4 jun. 2020                                                                                      | 9440                                                                                             | 671                                                                                              | [ 52 ]                                                                                           |
| 23                                                                                               | 6 jun. 2020                                                                                      | 9686                                                                                             | 677                                                                                              | [ 53 ]                                                                                           |
| 23                                                                                               | 7 jun. 2020                                                                                      | 9910                                                                                             | 681                                                                                              | [ 54 ]                                                                                           |
| 24                                                                                               | 14 jun. 2020                                                                                     | 11 276                                                                                           | 768                                                                                              | [ 55 ]                                                                                           |
| 25                                                                                               | 21 jun. 2020                                                                                     | 12 315                                                                                           | 901                                                                                              | [ 56 ]                                                                                           |
| 26                                                                                               | No se emitió la Sala Situacional COVID-19                                                        | No se emitió la Sala Situacional COVID-19                                                        | No se emitió la Sala Situacional COVID-19                                                        | No se emitió la Sala Situacional COVID-19                                                        |
| 27                                                                                               | No se emitió la Sala Situacional COVID-19                                                        | No se emitió la Sala Situacional COVID-19                                                        | No se emitió la Sala Situacional COVID-19                                                        | No se emitió la Sala Situacional COVID-19                                                        |
| 28                                                                                               | 6 jul. 2020                                                                                      | 14 355                                                                                           | 1065                                                                                             | [ 57 ]                                                                                           |
| 28                                                                                               | 9 jul. 2020                                                                                      | 14 742                                                                                           | 1122                                                                                             | [ 58 ]                                                                                           |
| 29                                                                                               | 15 jul. 2020                                                                                     | 15 308                                                                                           | 1211                                                                                             | [ 59 ]                                                                                           |
| 30                                                                                               | 21 jul. 2020                                                                                     | 15 922                                                                                           | 1308                                                                                             | [ 60 ]                                                                                           |
| 30                                                                                               | 22 jul. 2020                                                                                     | 16 023                                                                                           | 1328                                                                                             | [ 61 ]                                                                                           |
| 30                                                                                               | 23 jul. 2020                                                                                     | 16 122                                                                                           | 1330                                                                                             | [ 62 ]                                                                                           |
| 31                                                                                               | 30 jul. 2020                                                                                     | 17 111                                                                                           | 1399                                                                                             | [ 63 ]                                                                                           |
| 32                                                                                               | 6 ago. 2020                                                                                      | 18 185                                                                                           | 1487                                                                                             | [ 64 ]                                                                                           |
| 33                                                                                               | 13 ago. 2020                                                                                     | 19 369                                                                                           | 1568                                                                                             | [ 65 ]                                                                                           |
| 34                                                                                               | 19 ago. 2020                                                                                     | 20 250                                                                                           | 1622                                                                                             | [ 66 ]                                                                                           |
| 35                                                                                               | 26 ago. 2020                                                                                     | 21 420                                                                                           | 1728                                                                                             | [ 67 ]                                                                                           |
| 36                                                                                               | No se emitió la Sala Situacional COVID-19                                                        | No se emitió la Sala Situacional COVID-19                                                        | No se emitió la Sala Situacional COVID-19                                                        | No se emitió la Sala Situacional COVID-19                                                        |
| 37                                                                                               | 9 sep. 2020                                                                                      | 23 285                                                                                           | 1860                                                                                             | [ 68 ]                                                                                           |
| 38                                                                                               | 16 sep. 2020                                                                                     | 24 288                                                                                           | 1921                                                                                             | [ 69 ]                                                                                           |
| 39                                                                                               | 23 sep. 2020                                                                                     | 25 343                                                                                           | 1988                                                                                             | [ 70 ]                                                                                           |
| 40                                                                                               | 1 oct. 2020                                                                                      | 26 379                                                                                           | 2076                                                                                             | [ 71 ]                                                                                           |
| 41                                                                                               | No se emitió la Sala Situacional COVID-19                                                        | No se emitió la Sala Situacional COVID-19                                                        | No se emitió la Sala Situacional COVID-19                                                        | No se emitió la Sala Situacional COVID-19                                                        |
| 42                                                                                               | 14 oct. 2020                                                                                     | 27 204                                                                                           | 2162                                                                                             | [ 72 ]                                                                                           |
| 43                                                                                               | 20 oct. 2020                                                                                     | 27 820                                                                                           | 2213                                                                                             | [ 73 ]                                                                                           |
| 44                                                                                               | 26 oct. 2020                                                                                     | 28 403                                                                                           | 2285                                                                                             | [ 74 ]                                                                                           |
| 44                                                                                               | 28 oct. 2020                                                                                     | 28 510                                                                                           | 2302                                                                                             | [ 75 ]                                                                                           |
| 45                                                                                               | No se emitió la Sala Situacional COVID-19                                                        | No se emitió la Sala Situacional COVID-19                                                        | No se emitió la Sala Situacional COVID-19                                                        | No se emitió la Sala Situacional COVID-19                                                        |
| 46                                                                                               | 11 nov. 2020                                                                                     | 29 415                                                                                           | 2397                                                                                             | [ 76 ]                                                                                           |
| 47                                                                                               | 18 nov. 2020                                                                                     | 29 963                                                                                           | 2478                                                                                             | [ 77 ]                                                                                           |
| 48                                                                                               | No se emitió la Sala Situacional COVID-19                                                        | No se emitió la Sala Situacional COVID-19                                                        | No se emitió la Sala Situacional COVID-19                                                        | No se emitió la Sala Situacional COVID-19                                                        |
| 49                                                                                               | 30 nov. 2020                                                                                     | 31 023                                                                                           | 2554                                                                                             | [ 78 ]                                                                                           |
| 50                                                                                               | 9 dic. 2020                                                                                      | 31 592                                                                                           | 2613                                                                                             | [ 79 ]                                                                                           |
| 51                                                                                               | 15 dic. 2020                                                                                     | 32 381                                                                                           | 2660                                                                                             | [ 80 ]                                                                                           |
| 51                                                                                               | 17 dic. 2020                                                                                     | 32 567                                                                                           | 2690                                                                                             | [ 81 ]                                                                                           |
| 52                                                                                               | 26 dic. 2020                                                                                     | 33 151                                                                                           | 2750                                                                                             | [ 82 ]                                                                                           |
| 53                                                                                               | No se emitió la Sala Situacional COVID-19                                                        | No se emitió la Sala Situacional COVID-19                                                        | No se emitió la Sala Situacional COVID-19                                                        | No se emitió la Sala Situacional COVID-19                                                        |
| 2021                                                                                             |                                                                                                  |                                                                                                  |                                                                                                  |                                                                                                  |
| 1                                                                                                | 5 ene. 2021                                                                                      | 33 500                                                                                           | 2833                                                                                             | [ 83 ]                                                                                           |
| 2                                                                                                | 12 ene. 2021                                                                                     | 33 882                                                                                           | 2877                                                                                             | [ 84 ]                                                                                           |
| 2                                                                                                | 16 ene. 2021                                                                                     | 34 174                                                                                           | 2935                                                                                             | [ 85 ]                                                                                           |
| 3                                                                                                | 21 ene. 2021                                                                                     | 34 730                                                                                           | 2979                                                                                             | [ 86 ]                                                                                           |
| 4                                                                                                | 28 ene. 2021                                                                                     | 35 373                                                                                           | 3032                                                                                             | [ 87 ]                                                                                           |
| 5                                                                                                | 4 feb. 2021                                                                                      | 35 934                                                                                           | 3136                                                                                             | [ 88 ]                                                                                           |
| 6                                                                                                | 11 feb. 2021                                                                                     | 36 941                                                                                           | 3236                                                                                             | [ 89 ]                                                                                           |
| 7                                                                                                | 18 feb. 2021                                                                                     | 36 941                                                                                           | 3236                                                                                             | [ 90 ]                                                                                           |
| 8                                                                                                | No se emitió la Sala Situacional COVID-19                                                        | No se emitió la Sala Situacional COVID-19                                                        | No se emitió la Sala Situacional COVID-19                                                        | No se emitió la Sala Situacional COVID-19                                                        |
| 9                                                                                                | 1 mar. 2021                                                                                      | 38 420                                                                                           | 3403                                                                                             | [ 91 ]                                                                                           |
| 9                                                                                                | 4 mar. 2021                                                                                      | 38 653                                                                                           | 3460                                                                                             | [ 92 ]                                                                                           |
| 10                                                                                               | No se emitió la Sala Situacional COVID-19                                                        | No se emitió la Sala Situacional COVID-19                                                        | No se emitió la Sala Situacional COVID-19                                                        | No se emitió la Sala Situacional COVID-19                                                        |
| 11                                                                                               | No se emitió la Sala Situacional COVID-19                                                        | No se emitió la Sala Situacional COVID-19                                                        | No se emitió la Sala Situacional COVID-19                                                        | No se emitió la Sala Situacional COVID-19                                                        |
| 12                                                                                               | 25 mar. 2021                                                                                     | 41 074                                                                                           | 3724                                                                                             | [ 93 ]                                                                                           |
| 13                                                                                               | No se emitió la Sala Situacional COVID-19                                                        | No se emitió la Sala Situacional COVID-19                                                        | No se emitió la Sala Situacional COVID-19                                                        | No se emitió la Sala Situacional COVID-19                                                        |
| 14                                                                                               | 7 abr. 2021                                                                                      | 43 363                                                                                           | 3909                                                                                             | [ 94 ]                                                                                           |
| 15                                                                                               | 15 abr. 2021                                                                                     | 45 579                                                                                           | 4127                                                                                             | [ 95 ]                                                                                           |
| 16                                                                                               | 22 abr. 2021                                                                                     | 47 592                                                                                           | 4235                                                                                             | [ 96 ]                                                                                           |
| 17                                                                                               | 28 abr. 2021                                                                                     | 49 764                                                                                           | 4401                                                                                             | [ 97 ]                                                                                           |
| 18                                                                                               | 6 may. 2021                                                                                      | 51 666                                                                                           | 4500                                                                                             | [ 98 ]                                                                                           |
| 19                                                                                               | 13 may. 2021                                                                                     | 52 963                                                                                           | 4568                                                                                             | [ 99 ]                                                                                           |
| 20                                                                                               | 21 may. 2021                                                                                     | 54 292                                                                                           | 4671                                                                                             | [ 100 ]                                                                                          |
| 21                                                                                               | 27 may. 2021                                                                                     | 55 044                                                                                           | 4731                                                                                             | [ 101 ]                                                                                          |
| 22                                                                                               | No se emitió la Sala Situacional COVID-19                                                        | No se emitió la Sala Situacional COVID-19                                                        | No se emitió la Sala Situacional COVID-19                                                        | No se emitió la Sala Situacional COVID-19                                                        |
| 23                                                                                               | 10 jun. 2021                                                                                     | 56 362                                                                                           | 4974                                                                                             | [ 102 ]                                                                                          |
| 24                                                                                               | 17 jun. 2021                                                                                     | 56 772                                                                                           | 5035                                                                                             | [ 103 ]                                                                                          |
| 25                                                                                               | 24 jun. 2021                                                                                     | 57 124                                                                                           | 5113                                                                                             | [ 104 ]                                                                                          |
| 26                                                                                               | 1 jul. 2021                                                                                      | 57 471                                                                                           | 5296                                                                                             | [ 105 ]                                                                                          |
| 27                                                                                               | 8 jul. 2021                                                                                      | 57 911                                                                                           | 5431                                                                                             | [ 106 ]                                                                                          |
| 28                                                                                               | No se emitió la Sala Situacional COVID-19                                                        | No se emitió la Sala Situacional COVID-19                                                        | No se emitió la Sala Situacional COVID-19                                                        | No se emitió la Sala Situacional COVID-19                                                        |
| 29                                                                                               | 19 jul. 2021                                                                                     | 58 399                                                                                           | 5566                                                                                             | [ 107 ]                                                                                          |
| 30                                                                                               | No se emitió la Sala Situacional COVID-19                                                        | No se emitió la Sala Situacional COVID-19                                                        | No se emitió la Sala Situacional COVID-19                                                        | No se emitió la Sala Situacional COVID-19                                                        |
| 31                                                                                               | 4 ago. 2021                                                                                      | 60 013                                                                                           | 5622                                                                                             | [ 108 ]                                                                                          |
| 32                                                                                               | 11 ago. 2021                                                                                     | 60 231                                                                                           | 5644                                                                                             | [ 109 ]                                                                                          |
| 33                                                                                               | 19 ago. 2021                                                                                     | 60 423                                                                                           | 5657                                                                                             | [ 110 ]                                                                                          |
| 34                                                                                               | 26 ago. 2021                                                                                     | 60 504                                                                                           | 5668                                                                                             | [ 111 ]                                                                                          |
| 35                                                                                               | 2 sep. 2021                                                                                      | 60 708                                                                                           | 5909                                                                                             | [ 112 ]                                                                                          |
| 36                                                                                               | 9 sep. 2021                                                                                      | 60 855                                                                                           | 5926                                                                                             | [ 113 ]                                                                                          |
| 37                                                                                               | 16 sep. 2021                                                                                     | 60 979                                                                                           | 5928                                                                                             | [ 114 ]                                                                                          |
| 38                                                                                               | 23 sep. 2021                                                                                     | 61 096                                                                                           | 5932                                                                                             | [ 115 ]                                                                                          |
| 39                                                                                               | 30 sep. 2021                                                                                     | 61 240                                                                                           | 5941                                                                                             | [ 116 ]                                                                                          |
| 40                                                                                               | No se emitió la Sala Situacional COVID-19                                                        | No se emitió la Sala Situacional COVID-19                                                        | No se emitió la Sala Situacional COVID-19                                                        | No se emitió la Sala Situacional COVID-19                                                        |
| 41                                                                                               | 15 oct. 2021                                                                                     | 61 610                                                                                           | 5952                                                                                             | [ 117 ]                                                                                          |
| 42                                                                                               | 21 oct. 2021                                                                                     | 61 748                                                                                           | 5953                                                                                             | [ 118 ]                                                                                          |
| 43                                                                                               | 25 oct. 2021                                                                                     | 61 859                                                                                           | 5955                                                                                             | [ 119 ]                                                                                          |
| 44                                                                                               | 2 nov. 2021                                                                                      | 62 065                                                                                           | 5959                                                                                             | [ 120 ]                                                                                          |
| 44                                                                                               | 4 nov. 2021                                                                                      | 62 114                                                                                           | 5959                                                                                             | [ 121 ]                                                                                          |
| 45                                                                                               | 11 nov. 2021                                                                                     | 62 298                                                                                           | 5961                                                                                             | [ 122 ]                                                                                          |
| 46                                                                                               | 17 nov. 2021                                                                                     | 62 538                                                                                           | 5965                                                                                             | [ 123 ]                                                                                          |
| 47                                                                                               | 27 nov. 2021                                                                                     | 63 021                                                                                           | 5973                                                                                             | [ 124 ]                                                                                          |
| 48                                                                                               | 30 nov. 2021                                                                                     | 63 021                                                                                           | 5973                                                                                             | [ 125 ]                                                                                          |
| 49                                                                                               | 9 dic. 2021                                                                                      | 63 474                                                                                           | 5987                                                                                             | [ 126 ]                                                                                          |
| 50                                                                                               | No se emitió la Sala Situacional COVID-19                                                        | No se emitió la Sala Situacional COVID-19                                                        | No se emitió la Sala Situacional COVID-19                                                        | No se emitió la Sala Situacional COVID-19                                                        |
| 51                                                                                               | 20 dic. 2021                                                                                     | 64 137                                                                                           | 6005                                                                                             | [ 127 ]                                                                                          |
| 52                                                                                               | 28 dic. 2021                                                                                     | 64 613                                                                                           | 6015                                                                                             | [ 128 ]                                                                                          |
| 2022                                                                                             |                                                                                                  |                                                                                                  |                                                                                                  |                                                                                                  |
| 1                                                                                                | 6 ene. 2022                                                                                      | 65 954                                                                                           | 6030                                                                                             | [ 129 ]                                                                                          |
| 2                                                                                                | No se emitió la Sala Situacional COVID-19                                                        | No se emitió la Sala Situacional COVID-19                                                        | No se emitió la Sala Situacional COVID-19                                                        | No se emitió la Sala Situacional COVID-19                                                        |
| 3                                                                                                | No se emitió la Sala Situacional COVID-19                                                        | No se emitió la Sala Situacional COVID-19                                                        | No se emitió la Sala Situacional COVID-19                                                        | No se emitió la Sala Situacional COVID-19                                                        |
| 4                                                                                                | No se emitió la Sala Situacional COVID-19                                                        | No se emitió la Sala Situacional COVID-19                                                        | No se emitió la Sala Situacional COVID-19                                                        | No se emitió la Sala Situacional COVID-19                                                        |
| 5                                                                                                | 31 ene. 2022                                                                                     | 98 818                                                                                           | 6042                                                                                             | [ 130 ]                                                                                          |
| 5                                                                                                | 2 feb. 2022                                                                                      | 99 912                                                                                           | 6062                                                                                             | [ 131 ]                                                                                          |
| 5                                                                                                | 5 feb. 2022                                                                                      | 101 518                                                                                          | 6089                                                                                             | [ 132 ]                                                                                          |
| 6                                                                                                | 10 feb. 2022                                                                                     | 103 044                                                                                          | 6102                                                                                             | [ 133 ]                                                                                          |
| 6                                                                                                | 11 feb. 2022                                                                                     | 103 265                                                                                          | 6113                                                                                             | [ 134 ]                                                                                          |
| 6                                                                                                | 12 feb. 2022                                                                                     | 103 480                                                                                          | 6113                                                                                             | [ 135 ]                                                                                          |
| 7                                                                                                | 14 feb. 2022                                                                                     | 103 718                                                                                          | 6141                                                                                             | [ 136 ]                                                                                          |
| 7                                                                                                | 15 feb. 2022                                                                                     | 103 887                                                                                          | 6141                                                                                             | [ 137 ]                                                                                          |
| 7                                                                                                | 16 feb. 2022                                                                                     | 103 987                                                                                          | 6154                                                                                             | [ 138 ]                                                                                          |
| 7                                                                                                | 19 feb. 2022                                                                                     | 104 332                                                                                          | 6167                                                                                             | [ 139 ]                                                                                          |
| 8                                                                                                | 21 feb. 2022                                                                                     | 104 430                                                                                          | 6183                                                                                             | [ 140 ]                                                                                          |
| 8                                                                                                | 26 feb. 2022                                                                                     | 104 648                                                                                          | 6223                                                                                             | [ 141 ]                                                                                          |
| 9                                                                                                | 28 feb. 2022                                                                                     | 104 692                                                                                          | 6225                                                                                             | [ 142 ]                                                                                          |
| 10                                                                                               | No se emitió la Sala Situacional COVID-19                                                        | No se emitió la Sala Situacional COVID-19                                                        | No se emitió la Sala Situacional COVID-19                                                        | No se emitió la Sala Situacional COVID-19                                                        |
| 11                                                                                               | 14 mar. 2022                                                                                     | 105 273                                                                                          | 6243                                                                                             | [ 143 ]                                                                                          |
| 12                                                                                               | 22 mar. 2022                                                                                     | 105 382                                                                                          | 6245                                                                                             | [ 144 ]                                                                                          |
| 13                                                                                               | 30 mar. 2022                                                                                     | 105 453                                                                                          | 6253                                                                                             | [ 145 ]                                                                                          |
| 13                                                                                               | 1 abr. 2022                                                                                      | 105 463                                                                                          | 6256                                                                                             | [ 146 ]                                                                                          |
| 14                                                                                               | 4 abr. 2022                                                                                      | 105 477                                                                                          | 6256                                                                                             | [ 147 ]                                                                                          |
| 14                                                                                               | 6 abr. 2022                                                                                      | 105 491                                                                                          | 6256                                                                                             | [ 148 ]                                                                                          |
| 14                                                                                               | 7 abr. 2022                                                                                      | 105 491                                                                                          | 6258                                                                                             | [ 149 ]                                                                                          |
| 15                                                                                               | 11 abr. 2022                                                                                     | 105 512                                                                                          | 6287                                                                                             | [ 150 ]                                                                                          |
| 15                                                                                               | 12 abr. 2022                                                                                     | 105 518                                                                                          | 6287                                                                                             | [ 151 ]                                                                                          |
| 15                                                                                               | 16 abr. 2022                                                                                     | 105 565                                                                                          | 6287                                                                                             | [ 152 ]                                                                                          |
| 16                                                                                               | 18 abr. 2022                                                                                     | 105 579                                                                                          | 6287                                                                                             | [ 153 ]                                                                                          |
| 16                                                                                               | 20 abr. 2022                                                                                     | 105 587                                                                                          | 6287                                                                                             | [ 154 ]                                                                                          |
| 16                                                                                               | 21 abr. 2022                                                                                     | 105 591                                                                                          | 6287                                                                                             | [ 155 ]                                                                                          |
| 17                                                                                               | 26 abr. 2022                                                                                     | 105 613                                                                                          | 6287                                                                                             | [ 156 ]                                                                                          |
| 18                                                                                               | 3 may. 2022                                                                                      | 105 658                                                                                          | 6287                                                                                             | [ 157 ]                                                                                          |
| 18                                                                                               | 5 may. 2022                                                                                      | 105 672                                                                                          | 6287                                                                                             | [ 158 ]                                                                                          |
| 19                                                                                               | 10 may. 2022                                                                                     | 105 687                                                                                          | 6287                                                                                             | [ 159 ]                                                                                          |
| 19                                                                                               | 12 may. 2022                                                                                     | 105 693                                                                                          | 6287                                                                                             | [ 160 ]                                                                                          |
| 20                                                                                               | 20 may. 2022                                                                                     | 105 720                                                                                          | 6287                                                                                             | [ 161 ] [ a ]                                                                                    |
| 21                                                                                               | 25 may. 2022                                                                                     | 105 733                                                                                          | 6287                                                                                             | [ 162 ]                                                                                          |
| 22                                                                                               | 31 may. 2022                                                                                     | 105 749                                                                                          | 6287                                                                                             | [ 163 ] [ a ]                                                                                    |
| 23                                                                                               | 3 jun. 2022                                                                                      | 105 758                                                                                          | 6287                                                                                             | [ 164 ]                                                                                          |
| 24                                                                                               | 13 jun. 2022                                                                                     | 105 850                                                                                          | 6289                                                                                             | [ 165 ] [ a ]                                                                                    |
| 24                                                                                               | 14 jun. 2022                                                                                     | 105 882                                                                                          | 6289                                                                                             | [ 166 ]                                                                                          |
| 24                                                                                               | 15 jun. 2022                                                                                     | 105 896                                                                                          | 6289                                                                                             | [ 167 ]                                                                                          |
| 24                                                                                               | 17 jun. 2022                                                                                     | 105 908                                                                                          | 6289                                                                                             | [ 168 ]                                                                                          |
| 24                                                                                               | 18 jun. 2022                                                                                     | 105 908                                                                                          | 6289                                                                                             | [ 169 ]                                                                                          |
| 25                                                                                               | No se emitió la Sala Situacional COVID-19                                                        | No se emitió la Sala Situacional COVID-19                                                        | No se emitió la Sala Situacional COVID-19                                                        | No se emitió la Sala Situacional COVID-19                                                        |
| 26                                                                                               | 27 jun. 2022                                                                                     | 106 152                                                                                          | 6291                                                                                             | [ 170 ]                                                                                          |
| 26                                                                                               | 30 jun. 2022                                                                                     | 106 264                                                                                          | 6291                                                                                             | [ 171 ]                                                                                          |
| 27                                                                                               | 4 jul. 2022                                                                                      | 106 473                                                                                          | 6291                                                                                             | [ 172 ]                                                                                          |
| 27                                                                                               | 5 jul. 2022                                                                                      | 106 524                                                                                          | 6291                                                                                             | [ 173 ]                                                                                          |
| 27                                                                                               | 7 jul. 2022                                                                                      | 106 726                                                                                          | 6291                                                                                             | [ 174 ]                                                                                          |
| 28                                                                                               | 11 jul. 2022                                                                                     | 106 908                                                                                          | 6291                                                                                             | [ 175 ]                                                                                          |
| 28                                                                                               | 13 jul. 2022                                                                                     | 107 623                                                                                          | 6294                                                                                             | [ 176 ]                                                                                          |
| 28                                                                                               | 14 jul. 2022                                                                                     | 107 623                                                                                          | 6294                                                                                             | [ 177 ]                                                                                          |
| 29                                                                                               | 20 jul. 2022                                                                                     | 109 517                                                                                          | 6294                                                                                             | [ 178 ]                                                                                          |
| 29                                                                                               | 21 jul. 2022                                                                                     | 109 932                                                                                          | 6294                                                                                             | [ 179 ]                                                                                          |
| 30                                                                                               | No se emitió la Sala Situacional COVID-19                                                        | No se emitió la Sala Situacional COVID-19                                                        | No se emitió la Sala Situacional COVID-19                                                        | No se emitió la Sala Situacional COVID-19                                                        |
| 31                                                                                               | 1 ago. 2022                                                                                      | 112 708                                                                                          | 6308                                                                                             | [ 180 ]                                                                                          |
| 31                                                                                               | 4 ago. 2022                                                                                      | 113 461                                                                                          | 6310                                                                                             | [ 181 ]                                                                                          |
| 31                                                                                               | 5 ago. 2022                                                                                      | 113 769                                                                                          | 6310                                                                                             | [ 182 ]                                                                                          |
| 32                                                                                               | No se emitió la Sala Situacional COVID-19                                                        | No se emitió la Sala Situacional COVID-19                                                        | No se emitió la Sala Situacional COVID-19                                                        | No se emitió la Sala Situacional COVID-19                                                        |
| 33                                                                                               | 15 ago. 2022                                                                                     | 116 352                                                                                          | 6317                                                                                             | [ 183 ]                                                                                          |
| 33                                                                                               | 17 ago. 2022                                                                                     | 116 937                                                                                          | 6317                                                                                             | [ 184 ]                                                                                          |
| 33                                                                                               | 18 ago. 2022                                                                                     | 117 313                                                                                          | 6317                                                                                             | [ 185 ]                                                                                          |
| 34                                                                                               | 22 ago. 2022                                                                                     | 117 929                                                                                          | 6317                                                                                             | [ 186 ] [ a ]                                                                                    |
| 35                                                                                               | 2 sep. 2022                                                                                      | 119 071                                                                                          | 6317                                                                                             | [ 187 ]                                                                                          |
| 36                                                                                               | 7 sep. 2022                                                                                      | 119 322                                                                                          | 6317                                                                                             | [ 188 ]                                                                                          |
| 37                                                                                               | 13 sep. 2022                                                                                     | 119 536                                                                                          | 6317                                                                                             | [ 189 ]                                                                                          |
| 38                                                                                               | 20 sep. 2022                                                                                     | 119 701                                                                                          | 6317                                                                                             | [ 190 ]                                                                                          |
| 39                                                                                               | 26 sep. 2022                                                                                     | 119 826                                                                                          | 6317                                                                                             | [ 191 ]                                                                                          |
| 40                                                                                               | 5 oct. 2022                                                                                      | 120 015                                                                                          | 6317                                                                                             | [ 192 ]                                                                                          |
| 40                                                                                               | 7 oct. 2022                                                                                      | 120 031                                                                                          | 6317                                                                                             | [ 193 ]                                                                                          |
| 41                                                                                               | 10 oct. 2022                                                                                     | 120 034                                                                                          | 6344                                                                                             | [ 194 ]                                                                                          |
| 42                                                                                               | 21 oct. 2022                                                                                     | 120 083                                                                                          | 6344                                                                                             | [ 195 ]                                                                                          |
| 43                                                                                               | No se emitió la Sala Situacional COVID-19                                                        | No se emitió la Sala Situacional COVID-19                                                        | No se emitió la Sala Situacional COVID-19                                                        | No se emitió la Sala Situacional COVID-19                                                        |
| 44                                                                                               | No se emitió la Sala Situacional COVID-19                                                        | No se emitió la Sala Situacional COVID-19                                                        | No se emitió la Sala Situacional COVID-19                                                        | No se emitió la Sala Situacional COVID-19                                                        |
| 45                                                                                               | No se emitió la Sala Situacional COVID-19                                                        | No se emitió la Sala Situacional COVID-19                                                        | No se emitió la Sala Situacional COVID-19                                                        | No se emitió la Sala Situacional COVID-19                                                        |
| 46                                                                                               | 14 nov. 2022                                                                                     | 120 350                                                                                          | 6347                                                                                             | [ 196 ]                                                                                          |
| 47                                                                                               | 22 nov. 2022                                                                                     | 120 760                                                                                          | 6348                                                                                             | [ 197 ]                                                                                          |
| 48                                                                                               | 4 dic. 2022                                                                                      | 123 363                                                                                          | 6352                                                                                             | [ 198 ]                                                                                          |
| 49                                                                                               | No se emitió la Sala Situacional COVID-19                                                        | No se emitió la Sala Situacional COVID-19                                                        | No se emitió la Sala Situacional COVID-19                                                        | No se emitió la Sala Situacional COVID-19                                                        |
| 50                                                                                               | No se emitió la Sala Situacional COVID-19                                                        | No se emitió la Sala Situacional COVID-19                                                        | No se emitió la Sala Situacional COVID-19                                                        | No se emitió la Sala Situacional COVID-19                                                        |
| 51                                                                                               | No se emitió la Sala Situacional COVID-19                                                        | No se emitió la Sala Situacional COVID-19                                                        | No se emitió la Sala Situacional COVID-19                                                        | No se emitió la Sala Situacional COVID-19                                                        |
| 52                                                                                               | 28 dic. 2022                                                                                     | 129 118                                                                                          | 6356                                                                                             | [ 199 ]                                                                                          |
| 2023                                                                                             |                                                                                                  |                                                                                                  |                                                                                                  |                                                                                                  |
| 1                                                                                                | En espera                                                                                        | En espera                                                                                        | En espera                                                                                        | En espera                                                                                        |

## Nota
1. 1 2 3 4  Wayback Machine no archivó la URL.